# MS Rotterdam
El MS Rotterdam es un crucero de la clase Pinnacle, operado recientemente por Holland America Line (HAL), filial de Carnival Corporation & plc. Originalmente llamado Ryndam en desarrollo, pasó a llamarse Rotterdam en julio de 2020 durante la construcción para honrar el legado del nombre en la historia de la línea de cruceros después de que seis barcos anteriores en la flota de HAL llevaran el nombre. Rotterdam es el tercero de la clase Pinnacle de HAL en la flota construida por el astillero italiano Fincantieri y sigue a los buques gemelos Koningsdam y Nieuw Statendam. (2018). Dos años después de que se cortara el primer acero en marzo de 2019 para comenzar la construcción, se entregó en julio de 2021 y comenzó a operar en octubre de 2021.